# Lasiacis divaricata
Lasiacis divaricata är en gräsart som först beskrevs av Carl von Linné, och fick sitt nu gällande namn av Albert Spear Hitchcock. Lasiacis divaricata ingår i släktet Lasiacis och familjen gräs.

## Underarter
Arten delas in i följande underarter:
- L. d. austroamericana
- L. d. leptostachya

## Bildgalleri

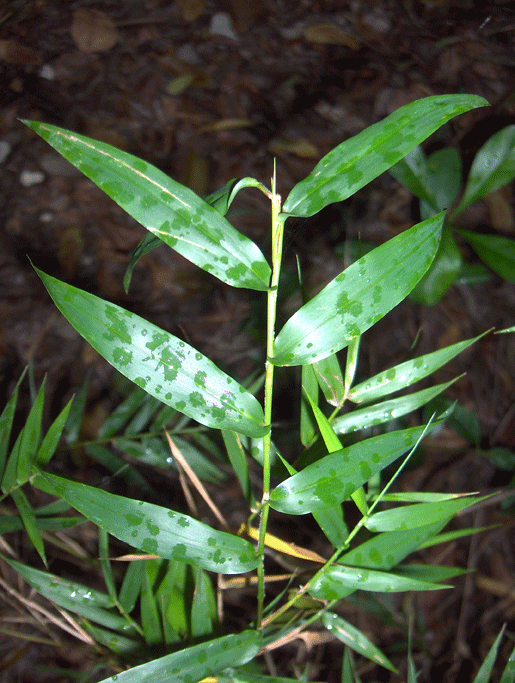